# Грамостянские говоры

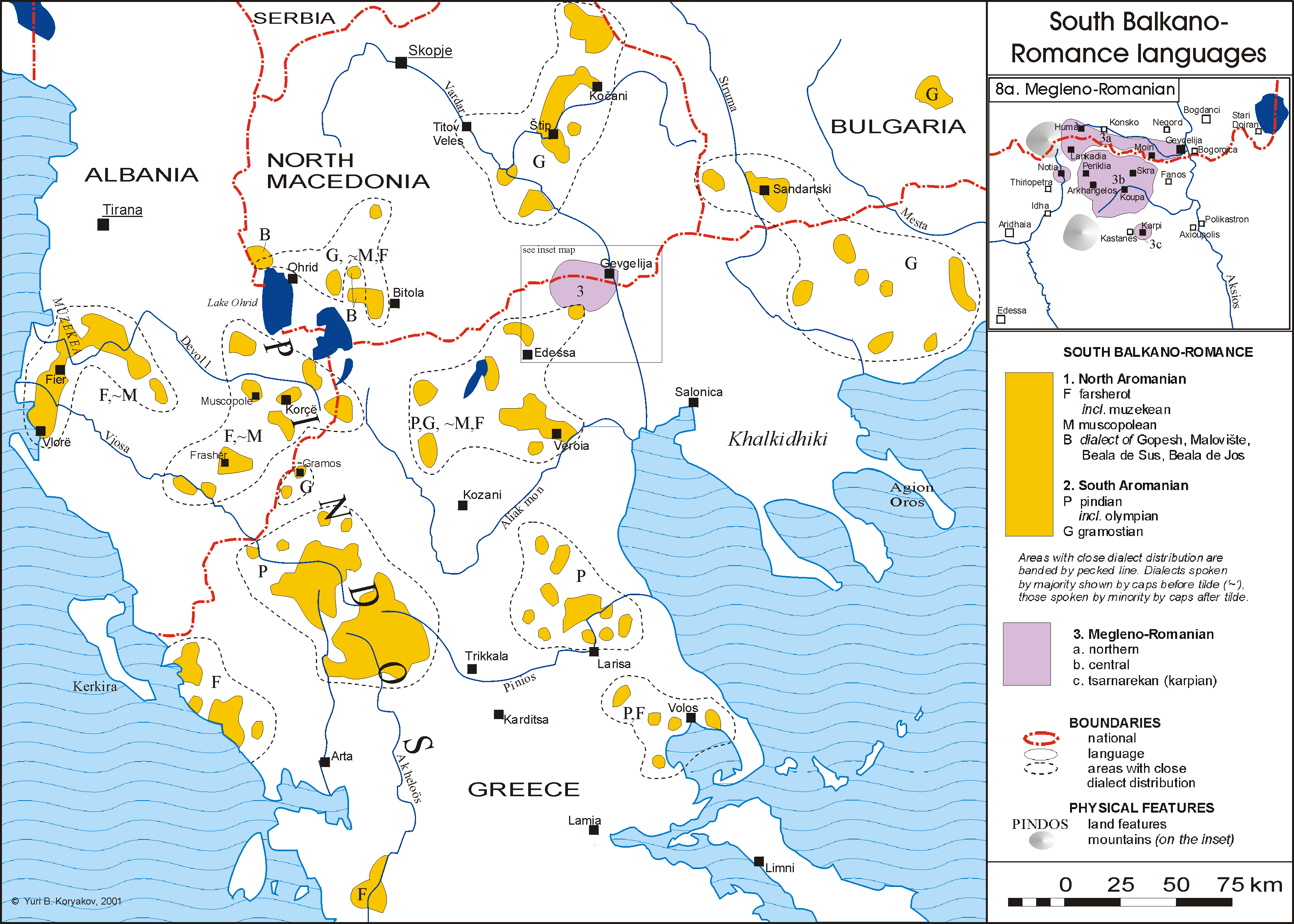
Ареал грамостянских говоров на карте распространения арумынского и мегленорумынского языков

Грамостя́нские го́воры (также грамостянский диалект) — говоры арумынского языка, распространённые в Греции (в окрестностях горы Грамос и в различных районах Греческой Македонии), в Республике Македония (в юго-западных, центральных и восточных районах) и в Болгарии (на юго-западе страны). Входят вместе с пиндскими и олимпскими говорами в южноарумынскую диалектную зону, противопоставленную североарумынской зоне, включающей фаршеротские, москопольские и мюзекерские говоры, а также говоры Гопеша, Муловиште, Бяла де Сус и Бяла де Жос.
Исходный ареал грамостянских говоров находится в северной части горного массива Пинд в окрестностях горы Грамос на территории современной Греции у границы с Албанией. После разрушения турками арумынского города Грамосте в конце XVIII века носители грамостянских говоров расселились на обширной территории Македонии и юго-западной Болгарии.

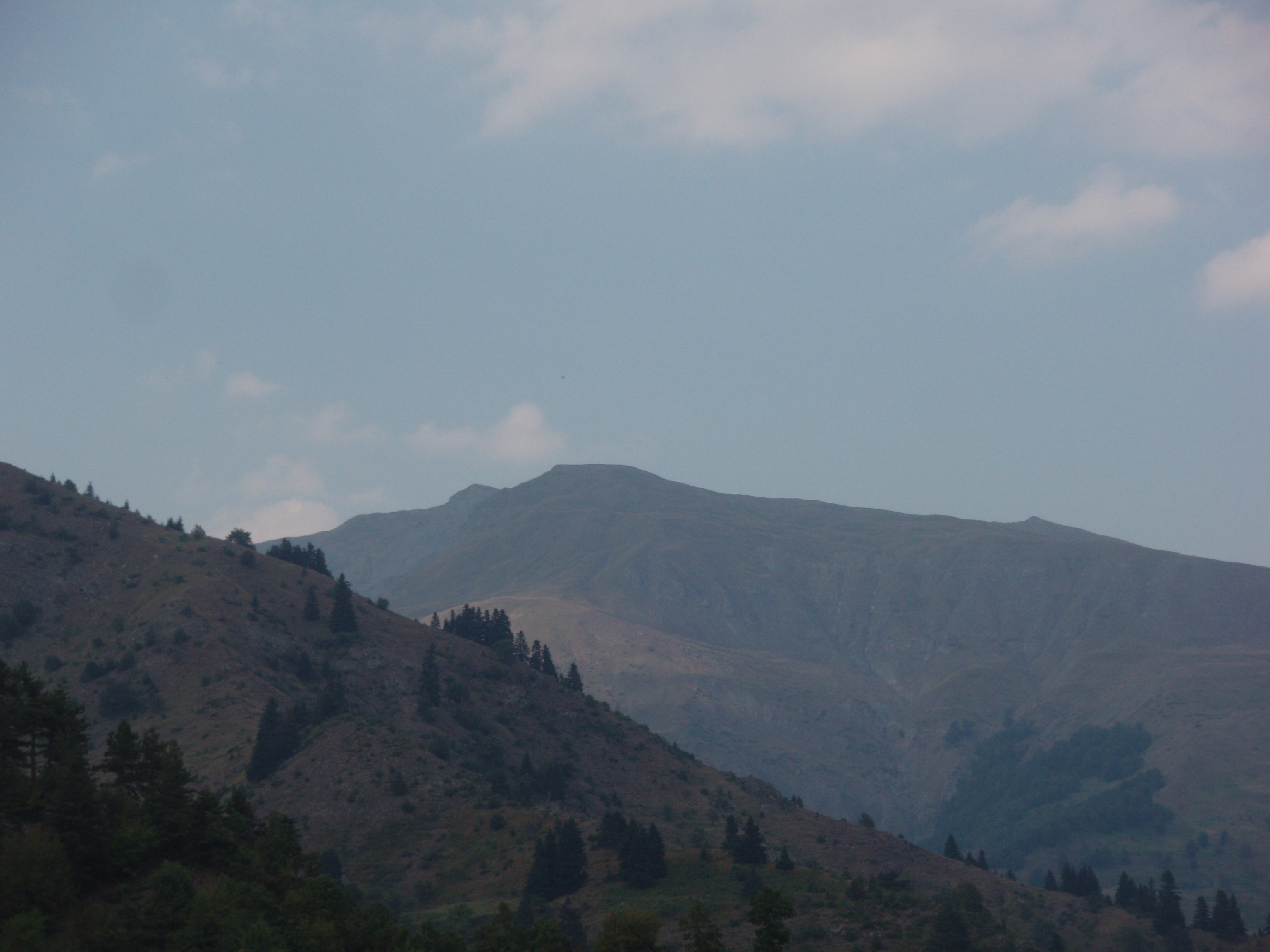
Гора Грамос, окрестности которой были изначальным ареалом носителей грамостянских говоров

Современный ареал грамостянских говоров представляет собой рассеянные «острова» в разных районах Греции, Македонии и Болгарии. Носители грамостянских говоров составляют большинство среди носителей прочих арумынских говоров в Республике Македония — они проживают на юго-западе страны (в окрестностях населённого пункта Битола) чересполосно и по соседству с носителями москопольских и фаршеротских говоров, а также обособленных говоров Гопеша, Муловиште, Бяла де Сус и Бяла де Жос. В центральных и восточных районах Македонии на границе с Болгарией (в окрестностях населённых пунктов Титов Велес, Штип, Кочани) носители грамостянских говоров составляют подавляющую часть арумынского населения. Также грамостянские говоры являются единственными арумынскими говорами, распространёнными в Болгарии в горных районах на юго-западе страны. К болгарскому ареалу примыкает грамостянский ареал в Греции (в междуречье рек Струма и Места). В греческой части Македонии грамостянские говоры распространены наряду с пиндскими и отчасти с москопольскими и фаршеротскими. Чёткие диалектные границы грамостянских с другими арумынскими говорами отсутствуют.
Носители грамостянских говоров образуют особую группу арумын, так называемую «племенную ветвь» грамостян. Этноним «грамостяне» (grămosteni) является достаточно распространённым среди самих арумын. В то же время у арумын слабо развито национальное самосознание и полностью отсутствует осознание языкового единства, подвергаясь процессам грецизации и славизации, часть арумын считают, что говорят на диалекте греческого или языков других народов, в окружении которых или в соседстве с которыми арумыны живут.
По классификации арумынского языка, предложенной К. Мариоцяну, грамостянские говоры включаются в группу не фаршеротских диалектов (A-диалектов), объединяющих все арумынские диалекты, кроме фаршеротских (F-диалектов). Согласно диалектной дифференциации, разработанной Т. Капиданом, грамостянские говоры включены в южноарумынскую диалектную зону.
Грамостянские говоры разделяют все диалектные явления, характерные для южноарумынского ареала, включая такие, как:
- противопоставление фонем /ǝ/ и /ɨ/;
- сохранение дифтонгов e̯a, o̯a;
- сохранение неслоговых конечных гласных [i] и [u].